# Verbandsgemeinde Edenkoben
Die Verbandsgemeinde Edenkoben ist eine Gebietskörperschaft im Landkreis Südliche Weinstraße in Rheinland-Pfalz. Der Verbandsgemeinde gehören die Stadt Edenkoben sowie 15 weitere Ortsgemeinden an, der Verwaltungssitz ist in Edenkoben. Im Verwaltungsgebiet leben etwa 20.000 Einwohner.

## Verbandsangehörige Gemeinden
| Ortsgemeinde, Stadt        | Fläche (km²) | Einwohner |
| -------------------------- | ------------ | --------- |
| Altdorf                    | 6,36         | 962       |
| Böbingen                   | 6,90         | 761       |
| Burrweiler                 | 6,29         | 790       |
| Edenkoben, Stadt           | 17,89        | 6.896     |
| Edesheim                   | 16,32        | 2.486     |
| Flemlingen                 | 3,87         | 399       |
| Freimersheim (Pfalz)       | 5,37         | 1.022     |
| Gleisweiler                | 3,73         | 592       |
| Gommersheim                | 11,29        | 1.580     |
| Großfischlingen            | 4,31         | 603       |
| Hainfeld                   | 6,24         | 903       |
| Kleinfischlingen           | 2,52         | 326       |
| Rhodt unter Rietburg       | 10,06        | 1.143     |
| Roschbach                  | 3,44         | 866       |
| Venningen                  | 9,87         | 893       |
| Weyher in der Pfalz        | 5,16         | 534       |
| Verbandsgemeinde Edenkoben | 119,64       | 20.756    |

(Einwohner am 31. Dezember 2024)

## Geschichte
Die Verbandsgemeinde Edenkoben wurde im Rahmen der in den 1960er Jahren begonnenen rheinland-pfälzischen Funktional- und Gebietsreform auf der Grundlage des „Dreizehnten Landesgesetzes über die Verwaltungsvereinfachung im Lande Rheinland-Pfalz“ vom 1. März 1972, in Kraft getreten am 22. April 1972, neu gebildet.
Die Landesregierung erließ am 28. September 2010 das „Erste Gesetz zur Kommunal- und Verwaltungsreform“ um die Leistungsfähigkeit, Wettbewerbsfähigkeit und Verwaltungskraft der kommunalen Strukturen zu verbessern. In dem Gesetz wurde u. a. festgelegt, dass Verbandsgemeinden mindestens 12.000 Einwohner (Hauptwohnung am 30. Juni 2009) umfassen sollen. In der Verbandsgemeinde Maikammer waren am Stichtag 7.966, in der Verbandsgemeinde Edenkoben 19.732 Einwohner gemeldet. Innerhalb der befristeten sogenannten Freiwilligkeitsphase (bis zum 30. Juni 2012) kam ein freiwilliger Zusammenschluss der Verbandsgemeinde Maikammer mit einer benachbarten Gebietskörperschaft nicht zustande.
Per Landesgesetz wurde am 20. Dezember 2013 verfügt, dass die Verbandsgemeinde Maikammer am 1. Juli 2014 in die Verbandsgemeinde Edenkoben eingegliedert wurde. Die Verbandsgemeinde Maikammer reichte daraufhin beim rheinland-pfälzischen Verfassungsgerichtshof eine Normenkontrollklage ein. Mit Urteil vom 8. Juni 2015 wurde das Gesetz vom 20. Dezember 2013 für verfassungswidrig und daher für nichtig erklärt, sodass die Verbandsgemeinde Maikammer in ihrer ursprünglichen Form wiederhergestellt wurde. Die rechtswidrige Zwangsfusion kostet den Steuerzahler 300.000 Euro.
Bevölkerungsentwicklung
Die Entwicklung der Einwohnerzahl bezogen auf das heutige Gebiet der Verbandsgemeinde Edenkoben; die Werte von 1871 bis 1987 beruhen auf Volkszählungen:
| Jahr | Einwohner |
| 1815 | 16.310    |
| 1835 | 17.370    |
| 1871 | 16.182    |
| 1905 | 17.177    |
| 1939 | 16.938    |
| 1950 | 18.974    |

| Jahr | Einwohner |
| 1961 | 18.777    |
| 1970 | 19.073    |
| 1987 | 17.563    |
| 1997 | 19.183    |
| 2005 | 19.770    |
| 2024 | 20.756    |

## Politik

### Verbandsgemeinderat
Der Verbandsgemeinderat Edenkoben besteht aus 36 ehrenamtlichen Ratsmitgliedern, die bei der Kommunalwahl am 9. Juni 2024 in einer personalisierten Verhältniswahl gewählt wurden, und dem hauptamtlichen Bürgermeister als Vorsitzendem.
Die Sitzverteilung im Verbandsgemeinderat:
| Wahl | SPD | CDU | GRÜNE | AfD | FDP | FWG | GBE | Gesamt   |
| ---- | --- | --- | ----- | --- | --- | --- | --- | -------- |
| 2024 | 5   | 10  | 4     | 4   | 1   | 12  | –   | 36 Sitze |
| 2019 | 6   | 11  | 6     | 3   | 2   | 8   | –   | 36 Sitze |
| 2014 | 7   | 16  | –     | –   | 1   | 9   | 3   | 36 Sitze |
| 2009 | 7   | 12  | –     | –   | 2   | 9   | 2   | 32 Sitze |
| 2004 | 7   | 13  | –     | –   | 2   | 8   | 2   | 32 Sitze |

- FWG = Freie Wählergruppe der Verbandsgemeinde Edenkoben e. V.
- GBE = Grüne Bürgerliste der Stadt und Verbandsgemeinde Edenkoben e. V.

### Bürgermeister
Bürgermeister der Verbandsgemeinde Edenkoben ist seit dem 1. Juli 2022 der bisherige Beigeordnete Daniel Salm (FWG). Bei der Direktwahl am 16. Januar 2022 trat der bisherige Bürgermeister Olaf Gouasé (CDU), seit 1994 im Amt, nicht erneut an. Da keiner der vier Bewerber eine ausreichende Mehrheit erreichte, kam es am 30. Januar zu einer Stichwahl, in der Salm sich mit einem Stimmenanteil von 62,2 % gegen Eberhard Frankmann (CDU) durchsetzen konnte.

### Wappen
Die Wappenbeschreibung lautet: „In sechzehnfach von Blau und Silber geteiltem Schildbord durch ein durchgehendes silbernes Kreuz von Blau und Rot geviert, oben rechts eine silberne Lilie, oben links ein mit den Stollen abwärtsgekehrtes silbernes Hufeisen, unten rechts ein silbernes Sesel mit goldenem Griff, unten links eine goldene Traube.“ Die Farbgebung Rot, Silber und Blau im Wappen der Verbandsgemeinde bezieht sich u. a. auf die Adelsfamilie von Weingarten als ehemaligen Ortsherren von Freimersheim und Kleinfischlingen.
Das Wappen wurde 1985 von der Bezirksregierung Neustadt genehmigt.

## Verkehr
Durch das Gebiet der Verbandsgemeinde führt die Bahnstrecke Neustadt–Wissembourg, die dort mit Edenkoben, Edesheim (Pfalz) und Maikammer-Kirrweiler drei Unterwegsstationen besitzt.